# 丸目長恵
丸目 長恵（まるめ ながよし）は、戦国時代の相良氏の家臣で、江戸時代初期の兵法家。上泉秀綱（後に信綱）の弟子として、四天王の1人とも数えられ、タイ捨流兵法の流祖。通称は蔵人佐（くらんどのすけ）、または石見守であるが、講談等で用いられた丸目蔵人（まるめ くらんど）の名で広く知られる。本姓は藤原を称し、号は徹斎。晩年は剃髪して石見入道徹斎を名乗った。

## 生涯
天文9年（1540年）、当時相良氏の領国内であった肥後国八代郡八代（熊本県八代市）で誕生した。父は丸目与三右衛門尉、母は赤池伊豆の女と伝えられる。弘治元年（1555年）、薩摩兵が大畑（熊本県人吉市大畑町）に攻めてきたとき、父と共に戦い、初陣で武功を挙げ父と共に「丸目」の名字（元は山本姓と言う）を与えられた。
弘治2年（1556年）、肥後天草郡の領主の本渡城主・天草伊豆守の元で、2年間兵法の修行を行った。
永禄元年（1558年）に上洛し、新陰流を創始した上泉信綱（伊勢守）に師事し兵法の修行に励んだ。3年の修業の後、伊勢守門下四天王に数えられるまでになった。
その後、室町幕府将軍の足利義輝の前で信綱が兵法を上覧したとき、師の上泉の相手として打太刀を務め、義輝より師と共に感状を与えられている。正親町天皇を前に剣技を見せた際にも同様のことを行ったため、『本朝武芸小伝』では長恵を「禁廷北面の士」とされているが、宮仕した事実は確認されていない。
のちに帰郷した長恵は新陰流の指南を相良家で行った。
永禄9年（1566年）、長恵は弟子の丸目寿斎、丸目吉兵衛、木野九郎右衛門を伴い再び上洛したが、信綱は上野に帰国中であった。そこで長恵は愛宕山、誓願寺、清水寺で「兵法天下一」の高札を掲げて諸国の武芸者や通行人に真剣勝負を挑んだが、誰も名乗り出ず勝負することなく帰国した。永禄10年（1567年）、「兵法天下一」の高札の件を知った信綱は、上泉伊勢守信綱の名で「殺人刀太刀」「活人剣太刀」の印可状（免許皆伝）を書いて与えた。
再び帰郷した際、長恵は相良家に仕官したが永禄12年（1569年）に薩摩平出水の守将の島津家久が大口城 (伊佐市) を策を用いて攻めたとき、策にのせられた長恵の主張に従ったために相良側は敗戦。多くの将兵を失って大口城も落城した。敗戦後、相良義陽は長恵にその責を負わせて逼塞というかなり重い処罰を下し、事実上、長恵の武将として立身する夢は絶たれた。
その後、長恵は兵法修行に専心した。九州一円の他流の兵法を打ち破り、そのことを知った信綱より西国での新陰流の教授を任されている。信綱が新たに工夫した太刀を学ぶために、弟子を伴い再び上洛するも信綱はすでに死去しており、落胆し帰国した長恵は昼夜鍛錬し数年の後に「タイ捨流」を開流したといわれている。
すでに島津氏の軍門に下っていた相良氏は肥後球磨郡の一郡を領するだけとなり、さらに豊臣秀吉に服属した。天正15年（1587年）に長恵は秀吉の勘気を解かれ、再び相良氏に仕えることとなり、タイ捨流の剣術指南として新知117石を与えられた。
長恵のタイ捨流は九州一円に広まり、相良家中だけでなく他家にも弟子や門人が多数おり、武将の蒲池鑑広や立花宗茂も門人の1人で、鑑広には秘伝を授けている。
晩年は徹斎と号し、切原野（熊本県球磨郡錦町）の開墾に従事しながら隠居生活を送ったという。剣術以外槍術、薙刀術、馬術、忍術、手裏剣も精通している。また書、和歌、仕舞、笛などにも優れた才を示した教養人でもあった。
寛永6年（1629年）に没した。享年89。法名は雲山春龍居士。長恵の墓は、熊本県球磨郡錦町切原野堂山にある。